# Club Deportivo Getxo
El Club Deportivo Getxo és un club de futbol de la ciutat de Getxo a Biscaia (País Basc). El club és un habitual de la tercera divisió, competició que guanyà el 1959 però va perdre la promoció d'ascens a Segona. La temporada 1979-80 va jugar a Segona Divisió B. A més, ha estat dos cops finalista del Campionat d'Espanya d'Aficionats.

## Palmarès
- Tercera Divisió espanyola de futbol: 1958-59[2]